# Catacroptera
Catacroptera is een afrotropisch geslacht van vlinders uit de familie van de Nymphalidae. De wetenschappelijke naam voor dit geslacht is voor het eerst voorgesteld door Ferdinand Karsch in een publicatie uit 1894.
Dit geslacht is monotypisch, dat wil zeggen dat het maar één soort heeft namelijk Catacroptera cloanthe (Stoll, 1781).